# Gerrie Germishuys
Johannes Servaas Germishuys (apodo "Gerrie") (Port Shepstone, Provincia de Natal, 29 de octubre de 1949) es un exjugador sudafricano de rugby que se desempeñaba como wing.

## Selección nacional
Fue convocado a los Springboks por primera vez en junio de 1974 para enfrentar a los British and Irish Lions que se encontraban de gira por el país y volvió a formar parte del seleccionado que los enfrentó victoriosamente en la gira de 1980.
En 1981 integró el seleccionado que protagonizó la polémica gira a Nueva Zelanda y Estados Unidos, aquí jugó su último partido: en septiembre de 1981 contra los Estados Unidos. En total disputó 20 partidos y marcó 12 tries (48 puntos de aquel entonces).

## Palmarés
- Campeón de la Currie Cup de 1976.